# Lacul Mioarelor
Lacul Mioarelor sau Tăul Mioarelor este lacul de origine glaciară situat la cea mai mare altitudine din țară, 2282 m. Se află în sudul Munților Făgăraș, la N de Vf. Mușetescu (2495 m), în căldarea Hârtoapele Leaotei. Are o suprafață de 1513 m2, lungime 66 m, lățime 36 m și o adâncime de 0,4 m.

Aparține bazinului hidrografic Râul Doamnei, fiind alimentat de acesta. 